# 麴景
麴景（？—？），五胡十六国西秦乞伏炽磐时尚书令。
麴景，在 395年被乞伏归冊為侍中，後加封太子詹事，永康元年九月，被乞伏熾磐封作御史大夫，永康六年（417年），西秦相国翟勍去世。八月，乞伏炽磐任命尚书令乞伏昙达为左丞相，左仆射乞伏元基为右丞相，御史大夫麴景为尚书令，侍中翟绍为左仆射，后又遷平西將軍，建弘八年（427年）麴景出任为沙州刺史，镇守西都。